# Peng Shuai
En aquest nom xinès, el cognom és Peng.
Peng Shuai (xinès: 彭帅;)  (Xiangtan, 8 de gener de 1986) és una exjugadora de tennis professional xinesa.
Ha guanyat dos títols individuals i 23 en dobles del circuit WTA. Destaquen els dos títols de Grand Slam en dobles femenins: un Wimbledon (2013) i un Roland Garros (2014) amb la taiwanesa Hsieh Su-wei com a parella. Aquests títols li van permetre ocupar el número 1 del rànquing de dobles femenins l'any 2014 durant vint setmanes, i va esdevenir la primera tennista xinesa en encapçalar un rànquing en qualsevol categoria i sexe. Posteriorment també fou finalista a l'Open d'Austràlia. Individualment va arribar al 14è lloc del rànquing i va arribar a disputar les semifinals d'un Grand Slam.

## Biografia
Filla de Zhang Bing i Peng Jijun, va començar a jugar a tennis amb vuit anys gràcies al seu oncle, que era entrenador de tennis a la Xina. Als 13 anys es va sotmetre a una operació quirúrgica per un problema en el cor.
Al novembre de 2021, Peng va realitzar una acusació d'assetjament sexual contra Zhang Gaoli, un dels viceprimers Ministres del govern de la Xina i del Partit Comunista Xinès, en una declaració a la xarxa social Weibo. El seu post va ser censurat en tractar-se de la primera acusació contra un dels líders xinesos. Peng va desaparèixer de la vida pública i com a conseqüència de la preocupació per la seva seguretat i benestar, la WTA va cancel·lar els torneigs disputats a la Xina i Hong Kong durant la temporada 2022.

## Torneigs de Grand Slam

### Dobles femenins: 3 (2−1)
| Resultat   | Núm. | Any  | Torneig          | Parella           | Oponents                             | Marcador         |
| ---------- | ---- | ---- | ---------------- | ----------------- | ------------------------------------ | ---------------- |
| Guanyadora | 1.   | 2013 | Wimbledon        | Hsieh Su-wei      | Ashleigh Barty Casey Dellacqua       | 7−6(1), 6−1      |
| Guanyadora | 2.   | 2014 | Roland Garros    | Hsieh Su-wei      | Sara Errani Roberta Vinci            | 6−4, 6−1         |
| Finalista  | 1.   | 2017 | Open d'Austràlia | Andrea Hlaváčková | Bethanie Mattek-Sands Lucie Šafářová | 7−6(4), 3−6, 3−6 |

## Palmarès

### Individual: 9 (2−7)
| Abans de 2009                | Després de 2009         |
| ---------------------------- | ----------------------- |
| Grand Slam (0−0)             |                         |
| WTA Tour Championships (0−0) |                         |
| Tier I (0−0)                 | Premier Mandatory (0−0) |
| Tier II (0−0)                | Premier 5 (0−0)         |
| Tier III (0−2)               | Premier (0−2)           |
| Tier IV i V (0−1)            | International (2−2)     |

| Títols per superfície |
| --------------------- |
| Dura (2−4)            |
| Gespa (0−0)           |
| Terra batuda (0−3)    |

| Resultat   | Núm. | Data                   | Torneig                    | Superfície   | Oponent            | Marcador         |
| ---------- | ---- | ---------------------- | -------------------------- | ------------ | ------------------ | ---------------- |
| Finalista  | 1.   | 27 de maig de 2006     | Estrasburg, França         | Terra batuda | Nicole Vaidišová   | 6−7(7), 3−6      |
| Finalista  | 2.   | 23 d'agost de 2008     | Forest Hills, Estats Units | Dura         | Lucie Šafářová     | 4−6, 2−6         |
| Finalista  | 3.   | 21 de setembre de 2008 | Canton, Xina               | Dura         | Vera Zvonariova    | 7−6(5), 0−6, 2−6 |
| Finalista  | 4.   | 21 de maig de 2011     | Brussel·les, Bèlgica       | Terra batuda | Caroline Wozniacki | 6−2, 3−6, 3−6    |
| Finalista  | 5.   | 25 de maig de 2013     | Brussel·les (2)            | Terra batuda | Kaia Kanepi        | 2−6, 5−7         |
| Finalista  | 6.   | 4 de gener de 2014     | Shenzhen, Xina             | Dura (i)     | Li Na              | 4−6, 5−7         |
| Guanyadora | 1.   | 16 d'octubre de 2016   | Tientsin, Xina             | Dura         | Alison Riske       | 7−6(3), 6−2      |
| Finalista  | 7.   | 5 de febrer de 2017    | Taipei, Xina Taipei        | Dura (i)     | Elina Svitòlina    | 3−6, 2−6         |
| Guanyadora | 2.   | 30 de juliol de 2017   | Nanchang, Xina             | Dura         | Nao Hibino         | 6−3, 6−2         |

### Dobles femenins: 32 (23−9)
| Abans de 2009                | Després de 2009         |
| ---------------------------- | ----------------------- |
| Grand Slam (2−1)             |                         |
| WTA Tour Championships (1−1) |                         |
| Tier I (0−1)                 | Premier Mandatory (3−0) |
| Tier II (1−0)                | Premier 5 (5−1)         |
| Tier III (2−0)               | Premier (1−2)           |
| Tier IV i V (0−0)            | International (8−3)     |

| Títols per superfície |
| --------------------- |
| Dura (10−7)           |
| Gespa (2−0)           |
| Terra batuda (11−2)   |

| Resultat   | Núm. | Data                   | Torneig                              | Superfície   | Parella           | Oponents                               | Marcador               |
| ---------- | ---- | ---------------------- | ------------------------------------ | ------------ | ----------------- | -------------------------------------- | ---------------------- |
| Finalista  | 1.   | 15 d'abril de 2007     | Charleston, Estats Units             | Terra batuda | Sun Tiantian      | Yan Zi Zheng Jie                       | 5−7, 0−6               |
| Guanyadora | 1.   | 6 d'octubre de 2007    | Canton, Xina                         | Dura         | Yan Zi            | Vania King Sun Tiantian                | 6−3, 6−4               |
| Guanyadora | 2.   | 9 de març de 2008      | Bangalore, Índia                     | Dura         | Sun Tiantian      | Chan Yung-jan Chuang Chia-jung         | 6−4, 5−7, [10−8]       |
| Guanyadora | 3.   | 14 de setembre de 2008 | Bali, Indonèsia                      | Dura         | Hsieh Su-wei      | Marta Domachowska Nàdia Petrova        | 6−7(4), 7−6(3), [10−7] |
| Guanyadora | 4.   | 16 de gener de 2009    | Sydney, Austràlia                    | Dura         | Hsieh Su-wei      | Nathalie Dechy Casey Dellacqua         | 6−0, 6−1               |
| Guanyadora | 5.   | 9 de maig de 2009      | Roma, Itàlia                         | Terra batuda | Hsieh Su-wei      | Daniela Hantuchová Ai Sugiyama         | 7−5, 7−6(5)            |
| Guanyadora | 6.   | 10 d'octubre de 2009   | Pequín, Xina                         | Dura         | Hsieh Su-wei      | Alla Kudryavtseva Iekaterina Makàrova  | 6−3, 6−1               |
| Finalista  | 2.   | 11 d'abril de 2010     | Ponte Vedra Beach, Estats Units      | Terra batuda | Chuang Chia-jung  | Bethanie Mattek-Sands Zi Yan           | 6−4, 4−6, [8−10]       |
| Finalista  | 3.   | 2 d'octubre de 2010    | Tòquio, Japó                         | Dura (i)     | Shahar Peer       | Iveta Benešová B. Záhlavová-Strýcová   | 4−6, 6−4, [8−10]       |
| Guanyadora | 7.   | 15 de maig de 2011     | Roma (2)                             | Terra batuda | Zheng Jie         | Vania King Iaroslava Xvédova           | 6−2, 6−3               |
| Guanyadora | 8.   | 19 de maig de 2013     | Roma (3)                             | Terra batuda | Hsieh Su-wei      | Sara Errani Roberta Vinci              | 4−6, 6−3, [10−8]       |
| Guanyadora | 9.   | 7 de juliol de 2013    | Wimbledon, Regne Unit                | Gespa        | Hsieh Su-wei      | Ashleigh Barty Casey Dellacqua         | 7−6(1), 6−1            |
| Guanyadora | 10.  | 18 d'agost de 2013     | Cincinnati, Estats Units             | Dura         | Hsieh Su-wei      | Anna-Lena Grönefeld Květa Peschke      | 2−6, 6−3, [12−10]      |
| Guanyadora | 11.  | 21 de setembre de 2013 | Canton (2)                           | Dura         | Hsieh Su-wei      | Vania King Galina Voskobóieva          | 6−3, 4−6, [12−10]      |
| Guanyadora | 12.  | 27 d'octubre de 2013   | WTA Championships, Istanbul, Turquia | Dura (i)     | Hsieh Su-wei      | Ielena Vesninà Iekaterina Makàrova     | 6−4, 7−5               |
| Guanyadora | 13.  | 2 de febrer de 2014    | Pattaya, Tailàndia                   | Dura         | Zhang Shuai       | Alla Kudryavtseva Anastassia Rodiónova | 3−6, 7−6(5), [10−5]    |
| Guanyadora | 14.  | 16 de febrer de 2014   | Doha, Qatar                          | Dura         | Hsieh Su-wei      | Květa Peschke Katarina Srebotnik       | 6−4, 6−0               |
| Guanyadora | 15.  | 16 de març de 2014     | Indian Wells, Estats Units           | Dura         | Hsieh Su-wei      | Cara Black Sania Mirza                 | 7−6(5), 6−2            |
| Guanyadora | 16.  | 8 de juny de 2014      | Roland Garros, França                | Terra batuda | Hsieh Su-wei      | Sara Errani Roberta Vinci              | 6−4, 6−1               |
| Guanyadora | 17.  | 4 d'octubre de 2014    | Pequín (2)                           | Dura         | Andrea Hlaváčková | Cara Black Sania Mirza                 | 6−4, 6−4               |
| Finalista  | 4.   | 26 d'octubre de 2014   | WTA Finals, Singapur                 | Dura (i)     | Hsieh Su-wei      | Cara Black Sania Mirza                 | 1−6, 0−6               |
| Guanyadora | 18.  | 12 de juny de 2016     | Nottingham, Regne Unit               | Gespa        | Andrea Hlaváčková | Gabriela Dabrowski Yang Zhaoxuan       | 7−5, 3−6, [10−7]       |
| Guanyadora | 19.  | 24 de setembre de 2016 | Canton (3)                           | Dura         | Asia Muhammad     | Olga Govortsova Vera Lapko             | 6−2, 7−6(3)            |
| Guanyadora | 20.  | 16 d'octubre de 2016   | Tientsin, Xina                       | Dura         | Christina McHale  | Magda Linette Xu Yifan                 | 7−6(8), 6−0            |
| Guanyadora | 21.  | 7 de gener de 2017     | Shenzhen, Xina                       | Dura         | Andrea Hlaváčková | Raluca Olaru Olga Savchuk              | 6−1, 7−5               |
| Finalista  | 5.   | 27 de gener de 2017    | Open d'Austràlia, Austràlia          | Dura         | Andrea Hlaváčková | Bethanie Mattek-Sands Lucie Šafářová   | 7−6(4), 3−6, 3−6       |
| Finalista  | 6.   | 25 de febrer de 2017   | Dubai, Emirats Àrabs Units           | Dura         | Andrea Hlaváčková | Ielena Vesninà Iekaterina Makàrova     | 2−6, 6−4, [7−10]       |
| Finalista  | 7.   | 24 de febrer de 2018   | Dubai (2)                            | Dura         | Hsieh Su-wei      | Chan Hao-ching Yang Zhaoxuan           | 6−4, 2−6, [6−10]       |
| Guanyadora | 22.  | 5 de gener de 2019     | Shenzhen (2)                         | Dura         | Yang Zhaoxuan     | Duan Yingying Renata Voráčová          | 4−6, 3−6               |
| Finalista  | 8.   | 15 de setembre de 2019 | Nanchang, Xina                       | Dura         | Zhang Shuai       | Wang Xinyu Zhu Lin                     | 2−6, 6−7(5)            |
| Guanyadora | 23.  | 21 de setembre de 2019 | Canton (4)                           | Dura         | Laura Siegemund   | Alexa Guarachi Giuliana Olmos          | 6−2, 6−1               |
| Finalista  | 9.   | 18 de gener de 2020    | Hobart, Austràlia                    | Dura         | Zhang Shuai       | Sania Mirza Nadia Kitxenok             | 4−6, 4−6               |

#### Períodes com a número 1
| Núm. | Precedida per             | Dates                    | Succeïda per              | Setmanes | Acumulat |
| ---- | ------------------------- | ------------------------ | ------------------------- | -------- | -------- |
| 1.   | Sara Errani Roberta Vinci | 17/02/2014 − 06/07/2014A | Sara Errani Roberta Vinci | 20       | 20       |

## Trajectòria

### Individual
| Open d'Austràlia | A           | A           | A           | A           | 2R          | 1R          | 2R          | 1R          | 3R          | 1R          | 4R          | 2R    | 2R          | 1R          | 4R          | A    | 2R          | 1R          | 1R          | 1R          | 0 / 15    | 13 − 15   |
| Roland Garros | A           | A           | A           | Q3          | 2R          | 2R          | A           | 2R          | 1R          | A           | 3R          | 3R    | 2R          | 1R          | 1R          | A    | 1R          | 2R          | Q1          | A           | 0 / 11    | 9 − 11    |
| Wimbledon | A           | A           | A           | 1R          | A           | 3R          | 1R          | 3R          | 2R          | A           | 4R          | 4R    | 2R          | 4R          | A           | 1R   | 3R          | 1R          | Q1          | NC          | 0 / 12    | 17 − 12   |
| US Open | A           | A           | A           | Q1          | 1R          | 1R          | 1R          | 2R          | 2R          | 3R          | 4R          | 1R    | 2R          | SF          | A           | 1R   | 2R          | A           | 2R          | A           | 0 / 13    | 15 − 13   |
| Jocs Olímpics | No celebrat | No celebrat | No celebrat | A           | No celebrat | No celebrat | No celebrat | 2R          | No celebrat | No celebrat | No celebrat | 2R    | No celebrat | No celebrat | No celebrat | 1R   | No celebrat | No celebrat | No celebrat | No celebrat | 0 / 3     | 2 − 3     |
| WTA Elite Trophy | No celebrat | No celebrat | No celebrat | No celebrat | No celebrat | No celebrat | No celebrat | No celebrat | A           | A           | 1R          | A     | A           | A           | A           | A    | RR          | A           | A           | NC          | 0 / 2     | 1 − 2     |
| Total Victòries−Derrotes | 0−1         | 0−1         | 0−2         | 5−4         | 20−16       | 20−16       | 19−18       | 26−25       | 24−23       | 15−12       | 48−21       | 22−23 | 18−18       | 27−21       | 6−7         | 6−11 | 35−23       | 1−9         | 7−9         | 2−3         | 301 – 263 | 301 – 263 |
| Rànquing a final d'any | 516         | 359         | 326         | 73          | 37          | 56          | 46          | 40          | 47          | 72          | 17          | 40    | 45          | 21          | 872         | 44   | 27          | 298         | 75          | 117         |           |           |
| Llegenda: G: Guanyadora; F: Finalista; SF: Semifinalista; QF: Quarts de final; Q: Qualificació; A: Absent; RR: Round Robin; |             |             |             |             |             |             |             |             |             |             |             |       |             |             |             |      |             |             |             |             |           |           |

### Dobles femenins
| Open d'Austràlia | A   | 3R          | 2R          | 2R          | 2R    | QF          | 3R          | 3R          | 1R    | 3R          | 2R          | 1R          | 1R    | F           | SF          | 1R          | 1R          | 0 / 16    | 24 − 16   |
| Roland Garros | A   | 1R          | 2R          | A           | 3R    | SF          | A           | 2R          | 3R    | 2R          | G           | A           | A     | 3R          | 1R          | 1R          | A           | 1 / 11    | 19 − 10   |
| Wimbledon | A   | A           | 2R          | QF          | 1R    | 1R          | A           | QF          | 1R    | G           | 3R          | A           | 2R    | A           | 2R          | 1R          | NC          | 1 / 11    | 18 − 10   |
| US Open | QF  | 2R          | 1R          | 2R          | 3R    | 2R          | 2R          | 1R          | QF    | QF          | 3R          | A           | A     | SF          | A           | 2R          | A           | 0 / 13    | 22 − 13   |
| Jocs Olímpics | A   | No celebrat | No celebrat | No celebrat | 1R    | No celebrat | No celebrat | No celebrat | QF    | No celebrat | No celebrat | No celebrat | 2R    | No celebrat | No celebrat | No celebrat | No celebrat | 0 / 3     | 3 − 3     |
| WTA Finals | A   | A           | A           | A           | A     | A           | A           | A           | A     | G           | F           | A           | A     | A           | A           | A           | NC          | 1 / 2     | 4 − 1     |
| Total Victòries−Derrotes | 5−5 | 13−14       | 7−6         | 23−14       | 23−17 | 31−14       | 18−11       | 20−12       | 15−15 | 35−10       | 37−11       | 0−4         | 20−10 | 31−12       | 10−9        | 18−11       | 5−6         | 282 – 159 | 282 – 159 |
| Rànquing a final d'any | 85  | 61          | 105         | 20          | 27    | 12          | 39          | 25          | 56    | 4           | 3           | 872         | 44    | 9           | 63          | 49          | 58          |           |           |
| Llegenda: G: Guanyadora; F: Finalista; SF: Semifinalista; QF: Quarts de final; Q: Qualificació; A: Absent; RR: Round Robin; |     |             |             |             |       |             |             |             |       |             |             |             |       |             |             |             |             |           |           |